# Materia Medica e Regno Vegetabili
Materia Medica e Regno Vegetabili (abreviado Mater. Med. (Bergius)) es un libro con ilustraciones y descripciones botánicas que fue escrito por el botánico y pteridólogo sueco Peter Jonas Bergius y publicado en 2 volúmenes en el año 1778 y una 2ª edic. 1782.